# Junc (embarcació)
|  | No s'ha de confondre amb Jonc. |

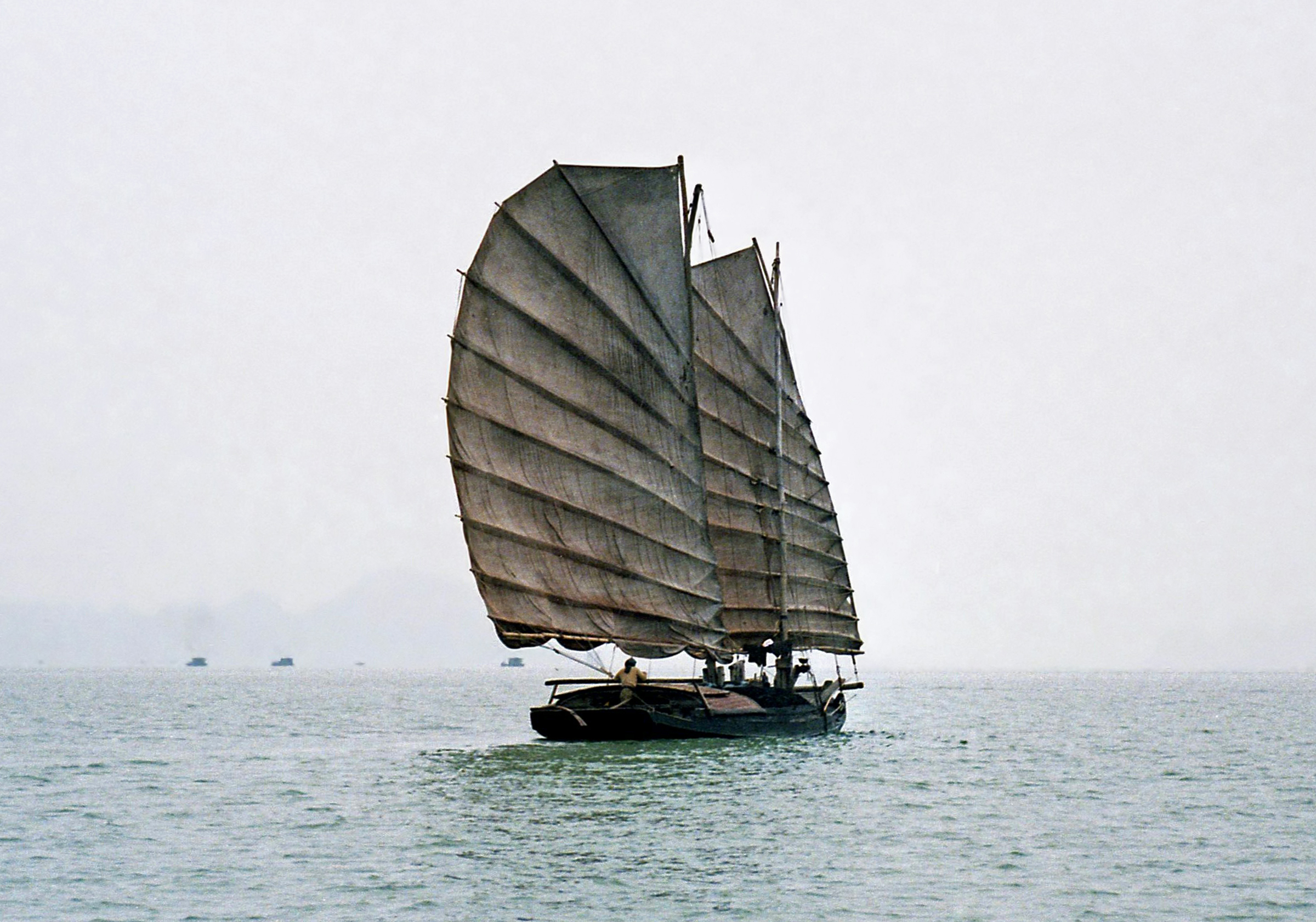
Junc al llarg de la costa del Vietnam

Un junc o jonc és un tipus de vaixell originari de la Xina.

## Etimologia
Inicialment la paraula "junc" prové del xinés de la província de Fujian
on "jun" 船, vol dir "vaixell" o "barca gran".
El nom xinès de l'embarcació és 中国帆船 (pinyin: Zhōngguó fānchuán) o 戎克船 (róngkè chuán).
Tot i així hi ha opinions que afirmen que en el caràcter 船 (chuán) rau l'origen de la paraula 'junc', a través de la pronunciació "chun5" del xinés Min Nan (Hokkien).
"Junc" prové del portugués "junco". La paraula xinesa va ser adoptada per la llengua Malaia com a "jong", d'on els mariners portuguesos la varen portar a Europa al segle xvi.

## Història

Destrucció de juncs xinesos durant les Guerres de l'Opi.

El junc representa un dels tipus de vaixell més importants de la història. Tot i que llur origen és més antic, els juncs actuals es varen desenvolupar durant la dinastia Han (220 aC – 200 dC).
De petites embarcacions fluvials de transport i de pesca els juncs varen evolucionar gradualment. A partir de l'esquema original la forma del junc va donar lloc a vaixells mariners i de guerra molt resistents i ben equipats. El navegant xinès Zheng He va viatjar grans distàncies amb juncs a través de l'oceà Índic en set viatges entre 1405 i 1433.
La forma de les veles dels juncs és molt característica. Els juncs amb vela, imatge oriental arquetípica, estan desapareixent a causa de la motorització de les embarcacions. El disseny del buc però, perdura en alguns vaixells moderns.
El viatge del "Junc Rubia" de Hong Kong a Barcelona l'any 1959 va provar la bona construcció d'aquestes embarcacions xineses, que tenen la capacitat de navegar milers de milles en condicions oceàniques prou dures.

## Vaixells moderns amb aparell de junc
Algunes de les qualitats de les veles típiques dels juncs han interessat alguns constructors de iots.
Generalment han estat experiments individuals sense continuïtat. Per explicar la teoria i el disseny dels aparell de junc dos autors varen publicar un llibre especialitzat sobre el tema.

## Construcció
L'historiador Herbert Warington Smyth va considerar el junc com un dels dissenys de vaixells més eficients, i va afirmar que "com a mitjà per transportar a l'home i el seu comerç en els mars embravits i turmentosos, així com en les vastes vies navegables interiors, és dubtós que alguna classe d'embarcació... sigui més adequada o millor adaptada al seu propòsit que el junc xinès o indi, i a més en planada de vela i manejabilitat, l'aparell xinès és insuperable".

### Veles
La vela dels juncs xinesos és una adopció de la vela del junc malai, que utilitza l'estora vegetal unida als llistons de bambú, una pràctica que es va originar a Indonèsia.:191-192:12-13 Els llistons de longitud completa mantenen la vela més plana de l'ideal en totes les condicions de vent. En conseqüència, la seva capacitat per navegar prop del vent és menor que la d'altres aparells de proa i popa.

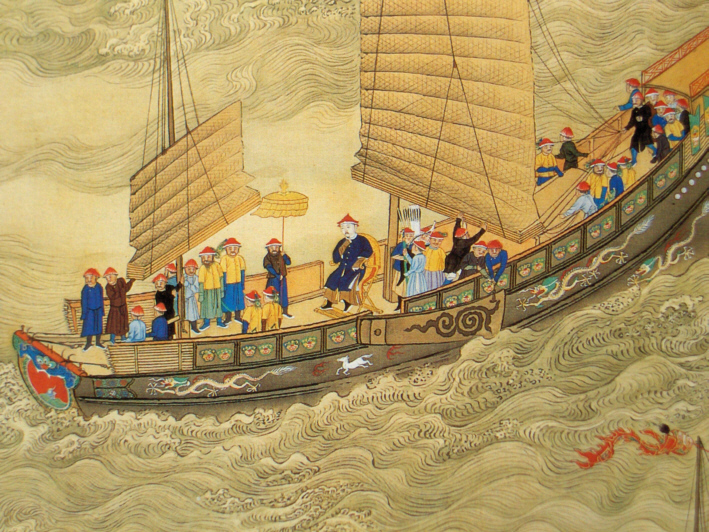
L'emperador Kangxi (r. 1654-1722) de viatge, assegut en un lloc destacat a la coberta d'un junc.

### Buc
Els juncs clàssics es van construir amb fustes toves (encara que després del segle XVII es va utilitzar teca a Guangdong) amb la forma exterior construïda primer. Després es van construir múltiples compartiments/mampares internes als quals s'accedeix per escotilles i escales separades, que recorden l'estructura interior de bambú. Tradicionalment, el buc té una popa en forma de ferradura que sosté una coberta de popa alta. El fons és pla en un junc de riu sense quilla (similar a un sampan), per la qual cosa el vaixell es recolza en una orsa, orsa lateral o timó molt gran per evitar que el vaixell llisqui lateralment en l'aigua. Els juncs oceànics tenen un buc corb en secció amb una gran quantitat d'entrades d'obra morta en la part superior. L'entarimat es clava de cantó en diagonal. S'han recuperat claus o pues de ferro d'una excavació a Canton que data d'al voltant del 221 aC. Pel calafatament, els xinesos utilitzaven una barreja de calç mòlta amb oli de tung juntament amb cànem picat de velles xarxes de pesca que s'endurien en 18 hores, però es mantenien flexibles. Els juncs tenen línies de flotació estretes, la qual cosa explica la seva velocitat potencial en condicions moderades, encara que les dades de desplaçament disponibles indiquen que les velocitats mitjana en desplaçament dels juncs diferien poc de les velocitats mitjana de desplaçament de gairebé totes les veles tradicionals, és a dir, al voltant de 4 a 6 nusos. Els juncs més grans, els vaixells del tresor comandats per l'almirall de la dinastia MingZheng He, es van construir per a l'exploració mundial al segle xv i, segons algunes interpretacions, poden haver tingut més de 120 metres de llarg. Aquesta conjectura es va basar en la grandària d'un pal de timó que es va trobar i es va interpretar malament, utilitzant fórmules aplicables als vaixells moderns amb motor. Una anàlisi més acurada mostra que el pal del timó que es va trobar és en realitat més petit que el pal del timó que es mostra per un comerciant de Petxili de 70 m de llarg en "Junks and Sampans of the Yangtze" de Worcester.
Una altra característica dels juncs, són els compartiments interiors o mampares, que reforçava el vaixell i frenava les inundacions en cas de perforació. Els vaixells construïts d'aquesta manera es van descriure en el llibre Pingzhou Table Talks de Zhu Yu, publicat en 1119 durant la dinastia Song. Una vegada més, aquest tipus de construcció per a bucos de vaixells xinesos va ser testificat pel viatger berber musulmà marroquí Ibn Battuta (1304-1377 dC), que ho va descriure amb gran detall. Encara que alguns historiadors han qüestionat si els compartiments eren estancs, la majoria creu que els compartiments estancs existien en els juncs xinesos perquè, encara que la majoria de les vegades hi havia petits passadissos (coneguts com a forats flexibles) entre els compartiments, aquests podien bloquejar-se amb taps i aquests taps s'han identificat en naufragis. Tots els naufragis descoberts fins ara tenen forats flexibles; aquests són diferents dels orificis d'inundació lliure que estan situats solament en els compartiments de proa i popa, però estan a la base de les mampares transversals que permeten que l'aigua de cada compartiment dreni cap al compartiment inferior, la qual cosa facilita el bombament. Es creu, a partir de l'evidència en els naufragis, que els orificis dels elements flexibles podrien tapar-se per permetre el transport de carregaments líquids o per aïllar un compartiment que hagi tingut una fuita.

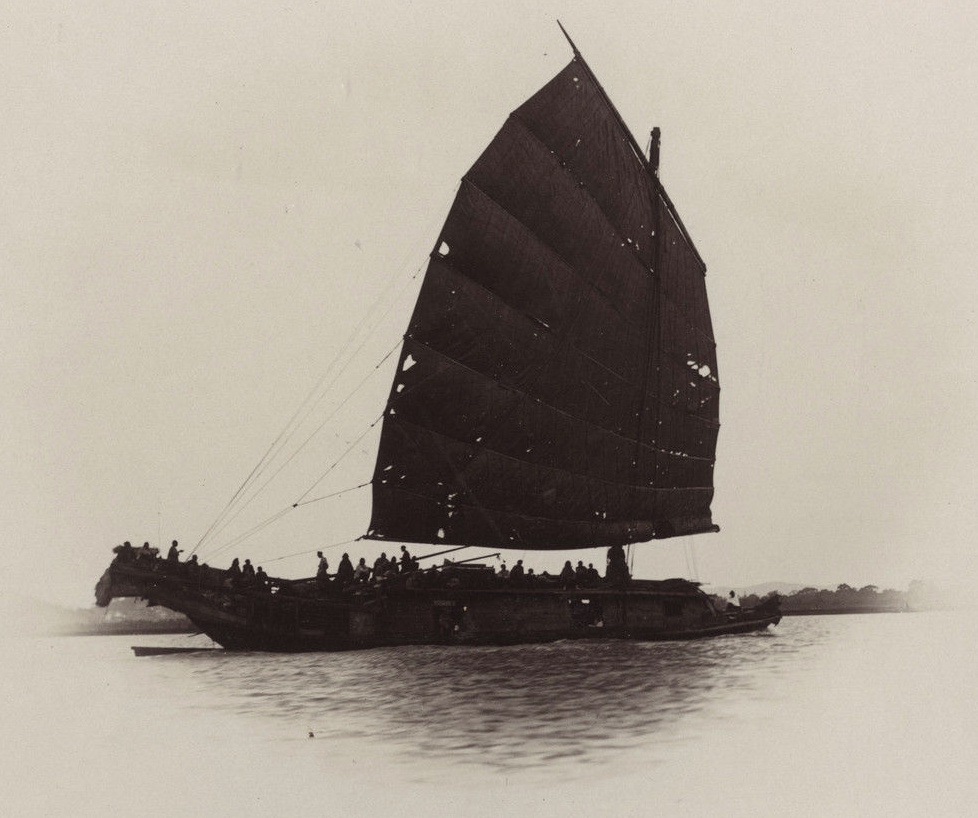
Junc prop de Hong Kong, al voltant del 1880.

Benjamin Franklin va escriure en una carta de 1787 sobre el projecte de paquets de correu entre Estats Units i França:
| « | Com aquests vaixells no han de carregar-se amb mercaderies, els seus cellers poden dividir-se sense inconvenient en departaments separats, a la manera xinesa, i cadascun d'aquests departaments pot segellar-se hermèticament per evitar l'entrada d'aigua. - Benjamin Franklin, 1787 | » |

En 1795, Sir Samuel Bentham, inspector de drassanes de la Royal Navy i dissenyador de sis nous velers, va advocar per l'adopció de "envans que contribueixin a la resistència i assegurin el vaixell contra l'enfonsament, com practiquen els xinesos d'avui en dia". La seva idea no va ser adoptada. Bentham havia estat a la Xina en 1782 i va reconèixer que se li havia ocorregut la idea dels compartiments estancs en observar els juncs xinesos. Bentham era amic de Isambard Brunel, per la qual cosa és possible que tingués alguna influència en l'adopció per part de Brunel de mampares de reforç longitudinal en la coberta inferior del SS Great Britain. Bentham ja havia dissenyat i construït una barcassa segmentada per al seu ús al riu Volga, per la qual cosa la idea de la separació transversal del buc evidentment estava en la seva ment. Aquesta vegada més concretament, hi ha una diferència molt gran entre menys mampares transversals en la construcció xinesa, que no ofereixen reforç longitudinal, i els membres longitudinals que va adoptar Brunel, gairebé amb seguretat inspirats en l'enginyeria de ponts de ferro i calderes en la qual ell i els seus contemporanis en la innovació de la construcció naval de ferro eren els més versats.
A causa de les nombroses fonts primàries estrangeres que insinuen l'existència de veritables compartiments estancs en els juncs, historiadors com Joseph Needham van proposar que els forats flexibles es tapessin com es va indicar anteriorment en cas de fuita. Aborda el tema bastant separat dels compartiments d'inundació lliure a la pàgina 422 de Science and Civilization in Ancient China:
| « | no s'han realitzat proves empíriques i sembla poc probable que les afirmacions resisteixin aquesta prova, ja que el diàmetre o la quantitat d'orificis necessaris per a una inundació i descàrrega tan ràpides seria tan gran com per afeblir significativament les parts vulnerables de proa i popa de l'embarcació. Els mariners diuen, com solen fer els mariners de tot el món quan evoquen respostes a les preguntes dels mariners d'aigua dolça, que evita que els juncs volin amb el vent. Pot ser la realitat en el fons de la següent història, relatada per Liu Ching-Shu del segle v, en el seu llibre I Yuan (Jardí de les Coses Estranyes) A Fu-Nan (Cambodja) sempre s'utilitza or en les transaccions. Hi havia una vegada (unes persones que) havent llogat un vaixell per anar d'est a oest de prop i lluny, no havien arribat a la seva destinació quan va arribar el temps del pagament de la lliura (d'or) que s'havia convingut. Per tant, desitjaven reduir la quantitat (a pagar). El capità del vaixell els va jugar una mala passada. Va fer (per dir-ho així) un camí perquè l'aigua entrés en el fons de l'embarcació, que semblava ser a punt d'enfonsar-se, i va romandre immòbil, sense moure's ni cap endavant ni cap enrere. Tots els passatgers estaven molt espantats i van venir a fer ofrenes. El vaixell (després) va tornar al seu estat original. | » |

Això, no obstant això, semblaria haver implicat obertures que podien controlar-se i l'aigua bombar-se després. Això s'efectua fàcilment a la Xina (encara es veu a Kuangtung i Hong Kong), però la pràctica també era coneguda a Anglaterra, on el compartiment va ser anomenat el pou humit, i el vaixell en el qual va ser construït, un "well-smack". Si la tradició és correcta que aquests vaixells daten al voltant del 1712 a Europa, llavors bé pot ser que el principi de mampara xinesa s'introduís dues vegades, primer per als petits vaixells pesquers costaners a finals del segle xvii i després per als grans vaixells un segle després. No obstant això, el pou humit és probablement un cas d'invenció paral·lela ja que la seva forma de construcció és bastant diferent a la dels juncs xinesos, el pou humit sovint no recorre tot l'ample del vaixell, sinó que solament ocupa la part central del buc a banda i banda de la quilla.
Més concretament, els pous humits eren evidents en les petites embarcacions romanes del segle V dC.

### Orses laterals i orses
Les taules d'orses laterals i les orses, utilitzades per estabilitzar el junc i millorar la seva capacitat per navegar contra el vent, estan documentades en un llibre de l'any 759 dC. de Li Chuan. La innovació va ser adoptada per vaixells portuguesos i holandesos al voltant de 1570. Els juncs sovint empren una orsa que està cap endavant en el buc, la qual cosa permet que la secció central del buc estigui lliure del calaix de l'orsa, la qual cosa permet compartiments de càrrega més grans. A causa que l'orsa està situada tan endavant, el junc ha d'utilitzar un timó equilibrat per contrarestar el desequilibri de la resistència lateral.
Altres innovacions van incloure la bomba de sentina de plataforma quadrada, que va ser adoptada per Occident durant el segle XVI per treballar en terra, sent la bomba de cadena occidental, que va ser adoptada per a ús a bord, d'una derivació diferent. Els juncs també van confiar en la brúixola amb finalitats de navegació. No obstant això, com amb gairebé totes les embarcacions de qualsevol cultura abans de finals del segle xix, la precisió de les brúixoles magnètiques a bord dels vaixells, ja sigui per no comprendre la desviació (el magnetisme de les fixacions de ferro del vaixell) o pel disseny deficient de la targeta de la brúixola (l'estàndard), les brúixoles de punta seca eren extremadament inestables), significava que feien poc per contribuir a la precisió de la navegació. De fet, una revisió de l'evidència mostra que el punter magnètic embarcat xinès probablement es va utilitzar poc per a la navegació. El raonament és simple. Els mariners xinesos eren tan capaços com qualsevol i, si haguessin necessitat una brúixola per navegar, haurien estat conscients de les qualitats direccionals gairebé aleatòries quan s'utilitzaven al mar de la brúixola de bol d'aigua que utilitzaven. No obstant això, aquest disseny es va mantenir sense canvis durant mig mil·lenni. Els mariners occidentals, en trobar un disseny de bol d'aigua similar (encara no hi ha evidència de com ha sorgit), ho van adaptar molt ràpidament en una sèrie de canvis significatius, de manera que en aproximadament un segle el bol d'aigua havia donat pas al pivot sec, una brúixola giratòria un segle després, la línia de greix una generació més tard i cardans setanta o vuitanta anys després. Aquests eren necessaris perquè en el context climàtic més advers del nord-oest d'Europa, la brúixola era necessària per a la navegació. Si s'haguessin sentit necessitats similars a la Xina, els mariners xinesos també haurien trobat solucions però no ho van fer.

### Direcció
Els juncs van emprar timons muntats a la popa segles abans de la seva adopció a Occident per la senzilla raó que les formes occidentals del buc, amb les seves popes punxegudes, van obviar un sistema de direcció central fins que els avanços tècnics a Escandinàvia van crear la primera porta de graner, muntada en ferro, de pivot i de biuló. Hi ha exemples occidentals a principis del segle XII. Una segona raó d'aquest lent desenvolupament va ser que els timons laterals en ús eren, contràriament a moltes opinions mal informades, extremadament eficients. Per tant, l'origen, la forma i la construcció del timó ferralla van ser completament diferent, ja que va ser el desenvolupament d'un rem de direcció de popa muntat al centre, els exemples del qual també es poden veure en els vaixells fluvials egipcis del Regne Mitjà (c.2050-1800 aC). Era una innovació que permetia el govern de grans vaixells i pel seu disseny permetia regular l'altura segons la profunditat de l'aigua i per evitar danys greus en cas d'entalladura del junc. Un junc considerable pot tenir un timó que necessita fins a vint membres de la tripulació per controlar-lo amb mal temps. A més d'utilitzar el pla de vela per equilibrar el junc i alleujar la tensió del timó difícil d'operar i feblement unit mecànicament, alguns juncs també estaven equipats amb taules de sotavent o orsa. Encara que alguns erudits pensen que això pot ser un rem de direcció; una possible interpretació donada és que el model és d'un vaixell fluvial que probablement va ser remolcat o tirat per una perxa.
Des d'algun moment dels segles XIII al XV, molts juncs van començar a incorporar timons "fenestrats" (timons amb grans forats en forma de diamant), probablement adoptats per disminuir la força necessària per dirigir el timó.
Cal destacar que el timó és la part més forta del junc. En el Tiangong Kaiwu "Explotació de les obres de la naturalesa" (1637), Song Yingxing va escriure: "El timó està fet d'om, o bé de langmu o de zhumu". L'autor Ming també aplaudeix la força de la fusta de langmu com "si un pogués usar un sol fil de seda per hissar mil jun o suportar el pes d'un lliscament de terra en una muntanya".